# Carl Christoffer Gjörwell l'Ancien
Pour les articles homonymes, voir Carl Christoffer Gjörwell.
Carl Christoffer Gjörwell, né le 10 février 1731 à Landskrona, mort le 26 août 1811 à Stockholm, est un homme de presse, éditorialiste, bibliothécaire et auteur de psaumes suédois.

## Biographie
Bibliothécaire du roi, il est l'éditeur, à partir de 1755, du Mercure suédois, premier journal critique de son époque. 